# Kit Weyman
Kit Weyman (nascido em 13 de outubro de 1986, em nascido em Toronto, Ontário, Canadá) é um ator, músico e rapper. Graduou-se na escola Etobicoke School of the Arts e está frequentando York University, ambas situadas em Toronto, Ontário, Canadá.
Fez Sam no seriado Life with Derek ("Minha Vida com Derek") que é uma produção canadense que também vai ao ar no Disney Channel nos Estados Unidos. Na série, ele é o melhor amigo de Derek. Ele também desempenhou o papel de Sully na televisão na série Degrassi: The Next Generation. Weyman e seu primo Tosh Weyman formaram o grupo de hip hop Two Left, sob os nomes artísticos "Kaynose" e "Korce". Em 2009, o Two Left se desfez, e Weyman continuou como um artista solo com o nome de "Kit Knows". Ele lançou uma mixtape para download grátis em seu site, "The First Space Shit on the Moon". Uma das principais influências Kit é Hayao Miyazaki, o animador japonês.